# Mitrahalli, Koratagere
Mitrahalli là một làng thuộc tehsil Koratagere, huyện Tumkur, bang Karnataka, Ấn Độ.